# حكاية المغربي (رواية)
"حكاية المغربي" (بالإنجليزية The Moor's Account) هي رواية للكاتبة المغربية ليلى العلمي. صدرت سنة 2014، فازت بجائزة بوليتزر للخيال في عام 2015. كما حصلت على العديد من الجوائز الأخرى.

## ملخص
رواية حكاية المغربي هي مذكرات خيالية لإستيفانيكو، العبد المغربي الذي نجا من حملة نارفايز التي قادها بانفيلو دي نارفاييث ورافقهما خلالها ألفار نونييث كابيثا دي فاكا. يعتبر البعض مصطفى الزموري أول مستكشف لقارة أمريكا الجنوبية، ورغم ذلك لا يُعرف سوى القليل عن حياته المبكرة باستثناء سطر واحد في سجل كابيزا دي فاكا يقول فيه: [بحاجة لمصدر]
"[الناجي الرابع] هو إستيبانيكو، وهو زنجي عربي من أزمور".

## الحبكة
رويت القصة بصيغة المتكلم بواسطة مصطفى بن محمد بن عبد السلام الزموري، وهو عبد مغربي أخذه سيده الإسباني أندريس دي دورانتس في رحلة استكشافية إلى العالم الجديد، حيث نزلت البعثة الإسبانية في فلوريدا بالقرب مما يعرف الآن بخليج تامبا. تحت قيادة بانفيلو دي نارفايز، هناك حيث ترك الملاحون سفنهم وتوغلوا بعيدا إلى الداخل للبحث عن الذهب. أثناء رحلتهم شمالًا، واجهوا مقاومة شرسة من القبائل الأصلية، كما عانوا من المرض والجوع، وغياب التفاهم والصراع فيما بينهم. في غضون عام لم يبق من أولئك البحارة سوى أربعة ناجين وهم على التوالي: كابيزا دي فاكا، أمين صندوق البعثة، ألونسو ديل كاستيلو، الشاب النبيل، وأندريس دي دورانتس، أحد القادة، وعبده المغربي مصطفى، الذي يشير إليه الإسبان الثلاثة الآخرون باسم إستيبانيكو. سافر هؤلاء الناجون الأربعة معًا غربًا، وعبروا القارة وعاشوا بين القبائل الأصلية. وبعد عدة سنوات، تم العثور عليهم من قبل مجموعة من تجار العبيد الإسبان وتم إحضارهم إلى مكسيكو سيتي، حيث طلب منهم جميعا الإدلاء بشهادتهم حول رحلتهم باستثناء العبد الذي روى قصته في الرواية.

## الأسلوب
صممت رواية حكاية المغربي على نمط قصص الرحلات العربية في القرن السادس عشر. لإعطائها طابع الأصالة التاريخية وفي نفس الوقت جعل الرواية مفهومة لدى القراء المعاصرين، فقد استخدمت كاتبتها ليلى العلمي كلمات تنتمي إلى القرن السادس عشر، ولكنها لا تزال قيد الاستخدام حتى اليوم، كما لقد تجنبت الانقباضات لأنها تبدو حديثة وعصرية. بما أن الراوي من أصل عربي، فقد تم استخدام السمات والمقدمات النموذجية والنمطية للنصوص العربية. وهكذا، يبدأ الراوي روايته بالبسملة، ويلاحظ كذلك استخدام التقويم الهجري للتأريخ للأحداث، كما استعملت وحدات القياس العربية، وأشير إلى الأماكن بأسمائها العربية. يفتقر الحوار في الرواية إلى علامات الاقتباس المزدوجتين أو المعقوفتين وذلك لتكرار أسلوب المخطوطات العربية في القرن السادس عشر. في الجزء الأول من الرواية، تتناوب حكاية المغربي بين مجموعتين من القصص: بعضها يؤرخ لبعثة نارفايز إلى فلوريدا، والبعض الآخر يروي حياة مصطفى الزموري قبل وصوله إلى العالم الجديد.

## جوائز وتنويهات
- جائزة بوليتزر للرواية النهائية لعام 2015 [14]
- القائمة الطويلة لجائزة مان بوكر 2015 [15]
- جائزة الكتاب الأمريكي لعام 2015 [16]
- جائزة الكتاب العربي الأمريكي لعام 2015 [17]
- جائزة هيرستون رايت ليجاسي لعام 2015 [18]
- جائزة لانغوم لعام 2014 للخيال التاريخي الأمريكي [19]
- من أفضل الكتب حسب وول ستريت جورنال لعام 2014 [20]
- أفضل الكتب حسب الإذاعة الوطنية العامة الأمريكية NPR لعام 2014 [21]
- من الكتب البارزة لعام 2014 حسب نيو يورك تايمز [22]
- من أفضل الكتب الخيالية لعام 2014 حسب مجلة مراجعات كيركس[23]

## روابط خارجية
- موقع كتب المؤلف